# O’Neill Peak
O’Neill Peak ist ein 850 m hoher Berg an der English-Küste des westantarktischen Ellsworthlands. Er ist die höchste Erhebung der FitzGerald Bluffs.
Der United States Geological Survey nahm im Dezember 1984 Erkundungen des Bergs vor. Das Advisory Committee on Antarctic Names benannte ihn 1985 nach dem Geologen John Michael O’Neill, der an diesen Arbeiten beteiligt war.